# Kaplica Myszkowskich

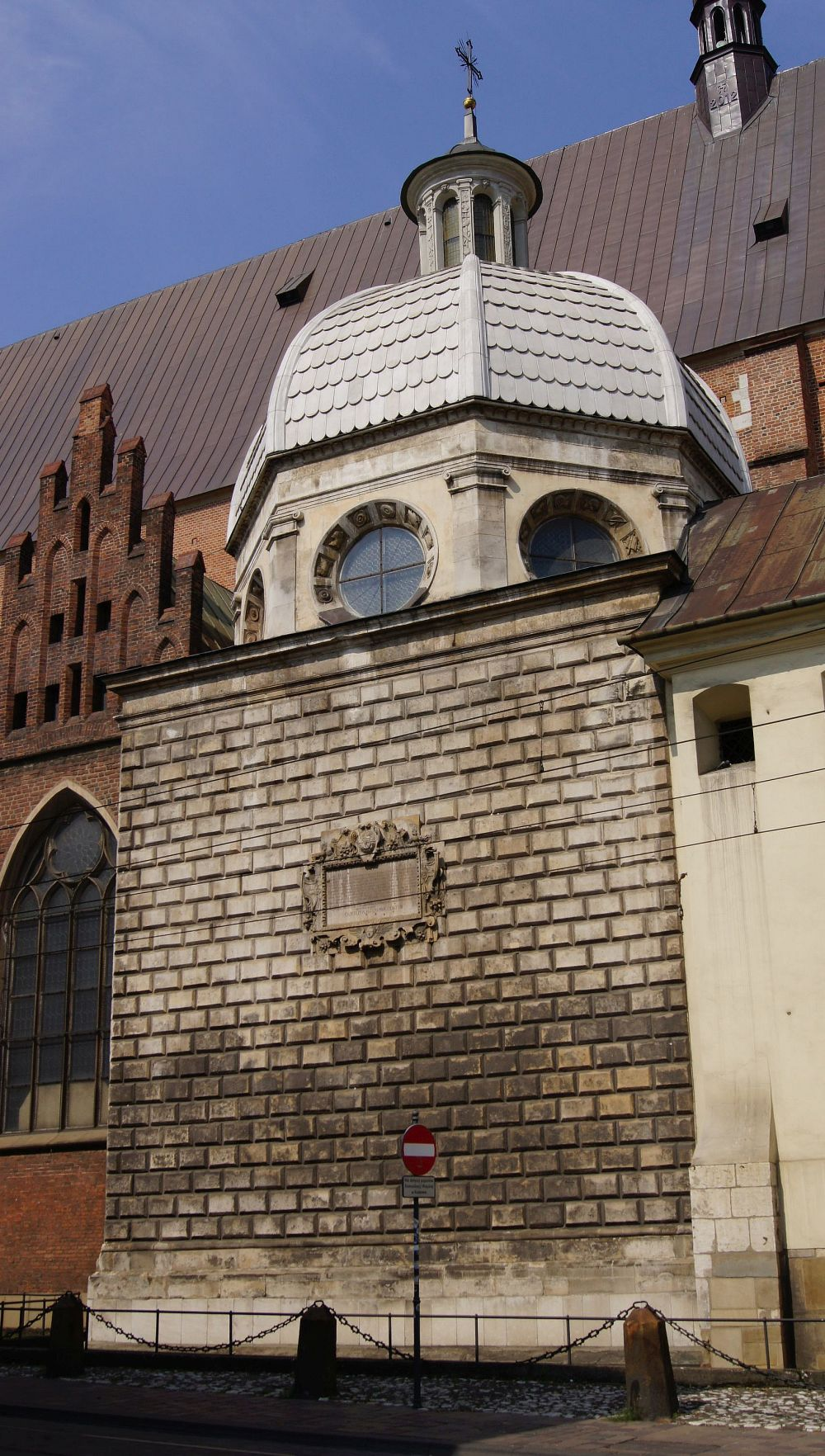
Kaplica Myszkowskich

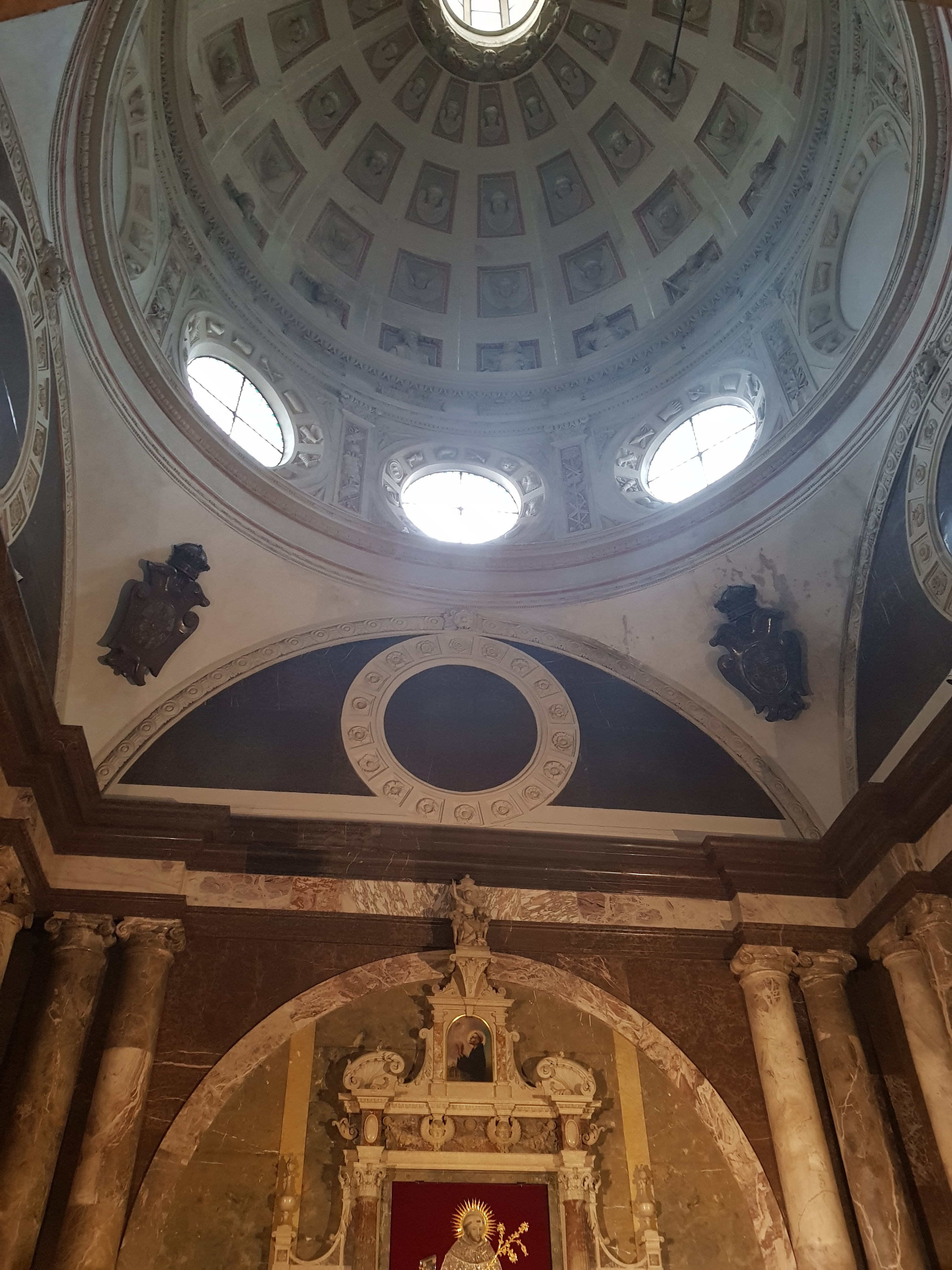
Wnętrze kaplicy

Kaplica Myszkowskich przy kościele Dominikanów w Krakowie ukończona w 1614 roku. Kaplica została zbudowana z inicjatywy braci: marszałka wielkiego koronnego Zygmunta Myszkowskiego oraz kasztelana oświęcimskiego Aleksandra Myszkowskiego.

## Historia
Kaplica Myszkowskich jest dowodem przemian jakie zaszły w ciągu XVI stulecia w kulturze polskiej i dowodem awansu finansowego średniozamożnej rodziny szlacheckiej Myszkowskich herbu Jastrzębiec do rzędu magnaterii, której przedstawiciele pełnili z najważniejszych funkcji w państwie. Jest rzeczą charakterystyczną, że fundator nie poprzestał na wzorowaniu się na budowli królewskiej w postaci Kaplicy Zygmuntowskiej, lecz próbował jej wręcz dorównać.
Kaplica powstała w miejscu starszej gotyckiej kaplicy, w której pochowano wcześniej twórcę potęgi rodu biskupa krakowskiego Piotra Myszkowskiego (zm. 1591), Aleksandra Myszkowskiego (zm. 1548), kasztelana żarnowskiego Jana Myszkowskiego, a także wojewodę rawskiego Piotra Myszkowskiego (zm. 1601), będącego synem burgrabiego krakowskiego Zygmunta (brata biskupa). Kaplicę ufundowali pozostali dwaj bracia marszałek wielki koronny Zygmunt i kasztelan oświęcimski Aleksander.
Podczas pożaru w 1850 roku wypaliło się wnętrze kaplicy, w związku z tym do 1910 roku wymieniono częściowo okładzinę marmurową i wykonano nowy ołtarz oraz balustradę. Z zewnątrz ściany są pokryte jednolita rustyką. W ścianie południowej jest wmontowana tablica fundacyjna z datą 1614.

## Opis kaplicy
W pendentywach umieszczone są cztery duże kartusze herbowe z koronami i herbami Gonzagów – Myszkowskich. Strefa ta wyróżnia się obfitością panopliów na pilastrach i obramieniach okiennych bębna i płaskorzeźbionymi popiersiami członków rodu w dolnym pasie kopuły. Podkreśla się związek tych przedstawień z sarmackim kultem antenatów. Pod każdą z szesnastu półfigur, na fryzie pod gzymsem tamburu, znajdują się inskrypcje odnoszące się do każdej z nich. Przedstawienia są chronologicznie rozmieszczone poczynając od końca XV wieku do początku XVIII.
Wyobrażenie te wprowadzono zgodne z kosmiczną filozofią renesansu i neoplatońską interpretacją budowli centralnych w celu podkreślenia symbolicznego znaczenia kopuły jako nieba usianego gwiazdami, z aniołami i świętymi. Uskrzydlone główki pojawiają się w kaplicy Myszkowskich w kasetonach wyższych rzędów. W partii najwyższej główki aniołków są bardziej odstające i nachylone ku dołowi.
Rzeźby często są krzywo wmurowane, a w trójkątnych polach między oknami a pilastrami w tamburze brakuje gdzieniegdzie ornamentu.

### Autorstwo
Budowy kaplicy mógł dokonać tylko jeden warsztat składający się z muratorów i rzeźbiarzy pińczowskich, przejmujących i kontynuujących tradycje artystyczne Gucciego. Przypuścić jednak można, że autorem projektu powstałego zapewne wcześniej był sam Santi Gucci, najwybitniejszy artysta na dworze Myszkowskich, który zmarł w 1600 r.

### Tekst tablicy fundacyjnej
D : O : M : II A : D : 1614 II  
MAIORVM  MEMORIAE CINRRIBVS  PATRVI  ET BENEFACTORIS  AETERNAE  MATRIS  FRATRVMQUE REQVIEI  II  
SVAE DENIQ[ue]  ET  CONIVGIS SUORVMQ[ue]  SVCCESSORVM  SEPVLTVRAE  SACELLVM HOC  A FUNDAMENTIS  EREXIT II
SIGISMVNDVS  MYSZKOWSKI MARCHIO  GONZAGAE  ET MIROVIAE  SVPREMVS  REGNI POLONIAE  MARESCHALLVS  II 
PETRICOVIENSIS PRIMUM  POST NOVO  CORCIN[ensis]  GRODECEN[sis] SOLECEN[sis]  VISLICEN[sis]  PRAEFECTUS  ETC. II
      NON INSCIVS  SORTIS  HVMANAE FINEM  RESPICIENS  HANC METAM  OMNIUM  ESSE OPERAE  HOS  TESTATVS EST  II  
ET EO  IN  LOCO VBI  ILL[ustrissi]  MVM PRINCIPEM  ET  R[ever]EN[dissi]MVM
    IN  CHR[ist]O PATREM  D[ominum]  PETRUM EPISCOPVM  CRACOVIENS[sem]  ET DUCEM  SEVERIEN[sem]  II
    HVMAVIT  IBIDEM ILL[ustrisssi]MAM  BEATAM  DE PRZERAB  IOAN[nis]  CAST[ellani] SIRADIEN[sis]  FILIAM CONIVGEM  VERO SIGISMVNDI  II  
OSVIECIM[ensis]  ET ZATORIEN[sis]  DVC[atum]  PRAEFECTI MATREM  SVAM  SEPELIRI CVRAVIT  II  
DVOS ITIDEM  FRATRES  IOAN[nem] CAST[ellanum]  ZARNOV[iensis]  ET  PETRVM PALATI[num]  RAVEN[sem]  CAP[itaneum] CHECIN[ensem]  REGNI  SENATORES II
    INGENIO  FAELICISSIMOS DOCTRINA  ET  VSV RERVM  INSIGNES  PRVDENTIA INCOMPARABILES  II
    MAGNOS  IN REPVB[lica]  VIROS  DEPOSVIT SIBI  LOCVM  IN QVO  MORTVVS  QVIESCENS VLTIMVM OPERIRETVR  II 

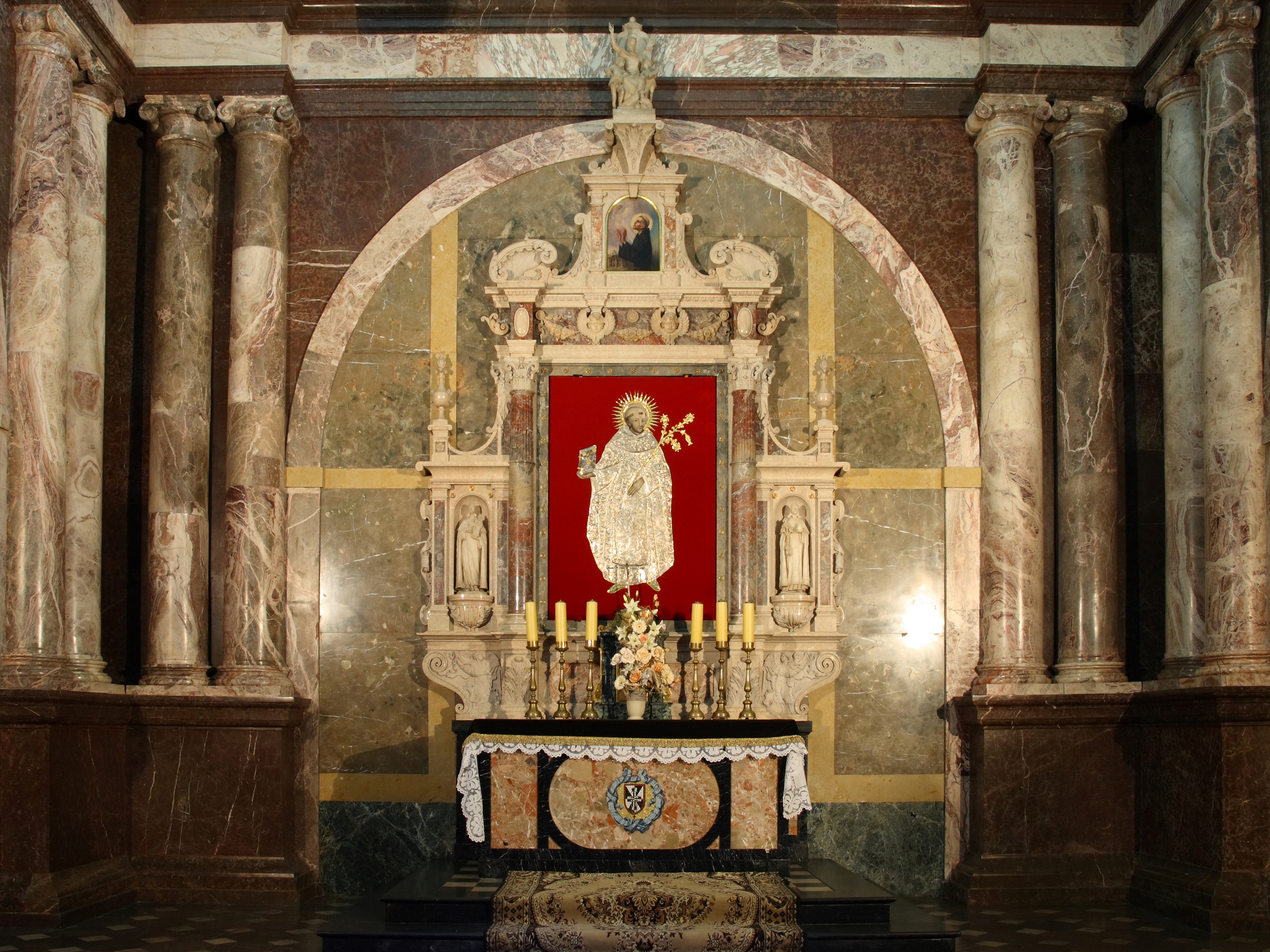

DIEM  VIVVS  ELEGIT II  
QVIENTEM  POSTERI PRAECENTVR